# Kenny Dalglish
Kenny Dalglish (Dalmarnock, Glasgow, 4. ožujka 1951.) je bivši nogometaš, napadač Celtica, FC Liverpoola i škotske nogometne reprezentacije.
Za Celtic je igrao u razdoblju od 1969. do 1977. godine i u 204 nastupa postigao 167 golova. Karijeru je nastavio u Liverpoolu, gdje je ostao do 1990. godine i u 355 nastupa postigao 172 gola. Od 1985. godine bio je trener i igrač Liverpoola. Nakon što je otišao iz Liverpoola, trenersku karijeru nastavio je u Blackburn Roversima, a potom i u Newcastleu, da bi kasnije postao športski direktor Celtica.
Dalglish drži rekorde po broju nastupa (102) i pogodaka (30) za škotsku reprezentaciju.

## Igrački trofeji
- Škotsko prvenstvo - 1972., 1973., 1974., 1977.
- Škotski kup - 1972., 1974., 1975., 1977.
- Englesko prvenstvo - 1982., 1983., 1984., 1986.
- Kup prvaka - 1981.
- FA kup - 1986.
- Engleski Liga kup - 1981. – 1984.

## Trenerski trofeji
- Englesko prvenstvo - 1986., 1988., 1990., 1995.
- FA kup - 1986., 1989.
- Škotski Liga kup - 2000.